# Дом Бутана
Дом Бутана — поместье, расположенное в восточнобенгальском городе Калимпонге, игравшее де-факто роль бутанского представительства за его пределами. Само поместье принадлежит второй по влиятельности (после королевской) бутанской семье Дорджи. Дом представляет собой традиционную крепость (дзонг) и в период консолидации государства был административным центром всего западного Бутана, который после в 1865 года перешёл к Британии. Бутанский дом является символом бутанско-индийских отношений.
В Доме Бутана проживает королева-мать Аши Кесанг Чоден Вангчук, бабушка нынешнего короля страны Джигме Кхесар Намгьял Вангчука.

## Здание и окрестности
Дом Бутана находится на выезде из Калимпонга, между 10-м и 12-м километрами дороги Риши (англ. Rishi Road). Поместье окружено забором и имеет собственную подъездную аллею. Рядом с собственно домом находится небольшая ступа, в которой хранится пепел королевы Аи Тхубтен Вангмо (англ. Ayi Thubten Wangmo) и белый чхортен в память о Рани Чуни Вангмо. От Дома открывается вид на глубокую долину, по которой течёт река Релли.
Интерьер выполнен из тёмного дерева. На первом этаже находится гостиная и столовая, на втором — спальни и комната с алтарём. Комната Рани Чуни сохранена в неизменном состоянии, с резными столиками «чходем», книгами и прочим антуражем.
Всего в Доме двенадцать комнат, считая длинные просторные передние. Находящаяся отдельно двухэтажная кухня соединена с основным зданием небольшим мостиком. Рядом расположен храм «лхаканг».

## История
Земли, на которых сейчас стоит Дом Бутана, перешли Британской Индии в 1865 году после Англо-бутанской войны по условиям Синчилаского мирного договора. Их включили округ Дарджилинг в 1916 году и приписали к горной станции.
В 1910 году сиккимский чиновник и тибетолог сэр Чарльз Альфред Белл подписал Пунакхский договор, по которому Британии отходили земли в пригороде столицы Мотитханге и горная станция между Чукхой и Тхимпху, а Бутану — часть Калимпонга и удвоенные субсидии от Британии. Согласно одной из версий, Дом Бутана был построен семьёй Дорджи для приёма 13-го Далай-ламы. Чоли Йеши Нгодуб освятил это место по возвращении из паломничества в Бодх-Гая.

### Семья Дорджи
Влиятельная семья Дорджи возвысилась благодаря связям с семьёй Вангчук. Кази Дорджи посоветовал будущему Первому королю быть посредником между британцами и Тибетом, он же ответственен за появление в Бутане большого количества непальцев. В первые годы после получения семьёй власти Дорджи часто работали на должности гонгзим (главный министр, высший государственный пост), а Дом Бутана был их официальной резиденцией.
Кази Угьен Дорджи стал контролировать прибыльные торговые пути, идущие через Калимпонг, и к 1898 году стал торговым агентом и посредником между Тибетом и Британской империей. Конюшня Бутанского дома сыграла важную роль в развитии коммерции Калимпонга.
Раджа Сонам Тобгай Дорджи занимал пост торгового агента в правительстве, однако фактически выполнял обязанности премьер-министра, министра иностранных дел и посла в Индии. В результате его деятельности семья Дорджи стала влиятельнее королевской семьи. Сам он женился на принцессе Сиккима Рани Чуни Вангмо и стал отцом Джигме Палдена Дорджи, будущего премьер-министра страны. Другой сын Рани Чуни и Сонам Тобгая, Угьен, стал ламой.
Бутанский дом был местом жительства Сонама Тобгая Дорджи, здесь он и умер в сентябре 1953 года. Его смерть сочли знаком проклятия, наложенного на семью.
Спустя два поколения Аши Кесанг Чоден Вангчук, сестра Джигме Палдена Дорджи, вышла замуж за третьего короля Бутана, связав семьи так сильно, что другие бутанские фамилии выразили недовольство. Общество разделилось на сторонников модернизации и сторонников монархии.

## Внешняя политика
Из-за влияния семьи Дорджи и хорошего знания её членами английского языка, Бутанский дом был единственной точкой связи между бутанским правительством и остальным миром. Рабочие и личные контакты Тобгая с Индией помогли Бутану модернизироваться и развиваться после предоставления Индии независимости.
Бутанский дом выполнял роль места для встреч бутанцев, сиккимцев и индийцев. Там проводили роскошные приёмы на тибетский Новый год и цамы.
В поместье находилась радиостанция, передачи из которой транслируются в Бутане.

### Связи с Тибетом
Калимпонг оставался важным центром торговли, там жило множество тибетцев, и Бутанский дом стал знаменит среди них в связи с Далай-ламой.
В 1912 году 13-й Далай-лама, Тхуптэн Гьяцо, провёл в Бутанском доме три месяца, пока гостил у Раджи Кази Угьена Дорджи и его сестры Аи Тхубтэн Вонгмо. Он благословил дом, назвав его «Мигьюр Нгона Пходранг» и подарил семье множество освящённых статуэток и других религиозных и светских предметов. После возвращения в Тибет Далай-лама подарил Бутанскому дому огромную бронзовую статую себя самого для храма-лхакханга. В ответ Дорджи выслали Далай-ламе серебро для создания статуи тысячерукого Авалокитешвары в Лхасе. Когда Угьен умер, Далай-лама отправил в Бутанский дом «кашог» (указ), написанный на жёлтом шёлке и запечатанный большой личной печатью; там содержалась благодарность за гостеприимство, оказанное ему в Доме и за помощь семьи Дорджи тибетцам. Из-за этого Бутанский дом известен среди тибетцев как «Мигьюр Нгона Пходранг».
В 1957 году 14-й Далай-лама провёл в Бутанском доме неделю, в течение которой встретился с премьер-министром Джавахарлалом Неру.